# Сено-Захід
Сено-Захід – індонезійське офшорне нафтогазоконденсатне родовище, виявлене у Макасарській протоці.
Сено-Захід належить до нафтогазового басейну Кутей, виникнення якого передусім пов’язане із виносом осадкового матеріалу потужною річкою Махакам. Родовище виявили у 1998 році унаслідок спорудження розвідувальної свердловини West-Seno-2, закладеної в районі з глибиною моря 833 метри. Вона досягла глибини 2653 метри та виявила насичений вуглеводнями інтервал завтовшки 52 метри. В найближчі роки розмір відкриття уточнили за допомогою оцінних свердловин West-Seno-1, -5, -3, -6, -4, -7 та -8. При цьому West-Seno-5 була закладена в районі з глибиною моря 951 метр та мала глибину у 3856 метрів, а West-Seno-4 перетнула газонафтонасичений інтервал завтовшки 97 метрів. 
Крім того, спорудили ще цілий ряд свердловин на сусідніх структурах – East Seno-1, -3 (обидві виявили нафтопрояви), -2, South Seno-2 (насичений вуглеводнями інтервал завтовшки 17 метрів), -1, Central Seno-2, -3, Janaka-1 (насичений вуглеводнями інтервал завтовшки 12 метрів), North Janaka-1 (закладена в районі з глибиною моря 1316 метрів, що на той момент – весна 1999 року – було найбільшим показником для Індонезії, виявила нафтонасичений інтервал завтовшки 15 метрів), -4 (нафтонасичений інтервал завтовшки лише 4 метра), -2.
Вуглеводні на Сено-Захід виявлені у пісковиках верхнього міоцену та пліоцену.  Родовище має не менше півсотні покладів різного розміру, при цьому його запаси визначили на рівні 270 млн барелів нафти, 30 млн барелів конденсату та 28 млрд м3 газу. 
Враховуючи глибини, розробку організували через плавучу платформу (Tension Leg Platform), надбудова з обладнанням та корпус якої важили 1700 та 4800 тон відповідно. Швартовку споруди забезпечують пристрої довжиною по 975 метрів з діаметром 660 мм та товщиною стінок 26 мм., Платформа обслуговує 28 свердловин, для буріння яких законтрактували напівзанурене судно West Alliance, що працює у парі з буровим тендером. Роботи зі спорудження видобувних свердловин тривали з березня 2003 по грудень 2004, при цьому 10 з них завершувались горизонтальними ділянками, а 18 були похило-спрямованими та мали забезпечувати розробку малих покладів. Першу продукцію з Сено-Захід отримали у серпні 2003-го, а наприкінці наступного року вона досягнула рівня у 40 тисяч барелів на добу.
Первісно планувалось встановити ще одну плавучу платформу та пробурити для неї 24 свердловини, проте у підсумку з метою скорочення витрат обмежились однією. При цьому другий етап розробки, до якого підійшли наприкінці 2000-х, вирішили здійснити шляхом подовження частини існуючих свердловин та буріння нових з підключенням до слотів, які будуть вивільнятись на існуючій платформі. В 2012-му подовжили 4 свердловини, при цьому відстань до нових об’єктів розробки від платформи могла досягати 3,7 км.
За пів кілометра від платформи пришвартували баржу, на якій розміщені установка підготовки та житлові приміщення. Надбудова з обладнанням та корпус цього об’єкту важили 1900 та 6500 тонн відповідно. Установка має добову пропускну здатність у 60 тисяч барелів нафти, 4,2 млн м3 газу (третина цього об’єму може закачуватись назад) та 40 тисяч барелів води. 
Видача підготованої продукції відбувається через трубопроводи до берегового термінала у Сантан. 
В 2016-му до інфраструктури Сено-Захід під'єднали трубопровід від розташованого північніше родовища Бангка.
Родовище належить до ліцензійної ділянки Макассарська протока, роботами на якій займались американська компанія Unocal (в 2005 році стала частиною нафтогазового гіганта Chevron) та індонезійська державна Pertamina із частками участі 90% та 10% відповідно.